# Party (Ofenbach)
Party è un singolo del duo francese Ofenbach, pubblicato il 30 marzo 2018 .
Il singolo, un remix dell'omonimo brano di Lack of Afro, ha visto la partecipazione alla parte vocale di Wax e Herbal T.

## Video musicale
Il videoclip è stato pubblicato il 12 aprile 2018 sul canale YouTube del duo e mostra una festa all'interno di una casa.